# Здание третьего автобусного парка (Санкт-Петербург)
Третий автобусный парк — здание в стиле сталинского неоклассицизма. Расположено в Невском районе Санкт-Петербурга, современный адрес дома — Хрустальная улица, 22.
Архитектор — Эммануил Хевелёв.
Решение о строительстве было принято в 1952 году, проектное задание получил «Ленпроект». Для размещения 300 автобусов (за время строительства вместимость была расширена до 500 машин) был выделен участок неправильной формы, расположенный между уже существовавшими зданиями. Внешний вид здания согласовывался на трёх заседаниях в январе-марте 1953 года; В. М. Фромзель, А. И. Прибульский и Л. С. Косвен критиковали выбранные клациссистические формы из-за их несоответствия сути производственного здания. Хевелёв отстоял проект с помощью отсылок к тому, что стиль использовался также и для пакгаузов и провиантских складов.
Было разработано три проекта. В выбранном для реализации в центральном объёме находилась ремзона, в боковых — административные, хозяйственные и бытовые помещения. О признании проекта как образцового говорит его публикация в архитектурном ежегоднике.
Центральный объём украшен полукруглым окном (также освещение шло через боковой световой фонарь на крыше), портиком. Центральные окна боковых корпусов и окна галерей завершены полукругами.
Строительство осуществлял трест 3-го Управления строительства. Весной 1954 года был начат дренаж, в августе того же года была выполнена часть работ по канализации. Старший инженер Госархстройконтроля М. Алейников в июле 1955 года отмечал отсутствие графика работ, невыполненную поставку армированных пенобетонных плит для перекрытий, заболачивание из-за неоконченных канализационных работ, отклонение кирпичной стены от вертикали местами до 17 см (подпорные стенки смотровых ям были выполнены не по проекту, кирпичная кладка под аркой выполнена некачественно). Стройка была налажена только после публикации о проблемах в газете «Строительный рабочий» 26 июля 1955 года, завершена вводом в эксплуатацию здания и его вспомогательных служб к середине 1957 года.
Согласно самому Хевелёву, здание стало последним в городе крупным гаражом с использованием металлоконструкций для перекрытий (пролёт ферм в 24 метра был недостаточным для удобного размещения и маневрирования крупногабаритного транспорта). Согласно Хевелёву, на момент постройки гараж был крупнейшим в Европе.
В автопарке автобусы красили ярко, в разные комбинации с преобладанием жёлто-голубого и красно-голубого цветов, что давало им узнаваемость по сравнению с автобусами других парков.
В 2015 году было выявлено предаварийное состояние конструкций, реконструкция началась в 2019 году (согласно проекту, от изначального здания осталась лицевая фасадная стена и два боковых флигеля). В ноябре 2020 года работы заканчивались, при этом здание было окрашено в жёлтый цвет (изначально здание было неоштукатуренным, из серого силикатного кирпича, с бетонными деталями, окраской цоколя и части карнизов густым жёлтым цветом). Полностью работы были завершены к сентябрю 2022 года.